# Mpox
Mpox, tidigare apkoppor, är en sjukdom som orsakas av ett virus kallat MPV eller MPXV, efter engelskans monkeypox virus. Sjukdomen är en zoonos, vilket betyder att viruset kan överföras från vilda djur och orsaka sjukdom hos människor. Typiska symtom är hudutslag som påminner om smittkoppor, men sjukdomsförloppet för Mpox är vanligen mildare.  
Viruset ingår i släktet ortopoxvirus, som i sin tur ingår i poxvirus. Ortopoxvirus sprids mellan djur och människor via saliv, utandningsluft, sårvätska eller avföring.
Mpoxviruset finns i två olika undertyper, klad I (Centralafrikanska varianten) och klad II (Västafrikanska varianten). Vid utbrottet 2022 rörde det sig om klad II, som har lägre dödlighet än klad I.
Det vaccin som används mot mpox är ett sedan tidigare existerande vaccin mot den utrotade sjukdomen smittkoppor som visats ge skydd även mot mpox.

## Historia
Mpox upptäcktes först år 1958 under en undersökning av krabbmakaker, en trädlevande art av apor, som hölls som experimentdjur på Statens Seruminstitut i Köpenhamn i  Danmark. De påföljande tio åren hittades åtta ytterligare fall i USA och Nederländerna bland apor som fångats i Indien, Malaysia och Filippinerna. Det första fallet av mpox hos människa inträffade 1970 i Kongo-Kinshasa, då en nio-månaders pojke blev sjuk i mpox.
Mellan 1981 och 1986 utförde WHO flera studier i Kongo-Kinshasa och fann bland annat att 338 sjuka människor hade fått mpox-viruset. Av dessa hade 33 avlidit. Majoriteten av de drabbade var barn (86%). Den främsta infektionskällan bedömdes vara kontakt med smittade djur (72 %). År 1986 rapporterades ett stort utbrott i området Katako-Kombe i Kongo-Kinshasa. Under det året hittades 88 människor med mpox.

### Utbrott
De flesta utbrott av mpox hos människa har observerats i de afrikanska regnskogarna, men under 2003 rapporterades det första fallet av mpox hos människa utanför Afrika. Viruset hade identifierats i Wisconsin i USA, då en treårig flicka blev sjuk efter att ha blivit biten av en prärievarg. Under månaderna som följde rapporterades 72 ytterligare fall i USA av samma smitta, vilket betraktades som ett omfattande utbrott. Undersökningar kunde spåra smittan till en distributör i Illinois, som hade importerat exotiska djur från Ghana i Västafrika. Fram till 2022 ansågs den främsta smittkällan vara kontakt med smittade djur.
År 2005 skedde ett utbrott i den sydsudanesiska delstaten Unity dock utan några inrapporterade dödsfall. Efter en tid med ett antal sporadiska, mindre utbrott rapporterades 2016 åter ett större utbrott, denna gång i Centralafrikanska republiken, med två dödsfall som följd. Sjukdomen anses idag vara endemisk i vissa delar av Afrika.
Från maj 2022 pågick ett större utbrott, med många bekräftat sjuka personer i över 77 länder. Sveriges regering klassade mpox som allmänfarlig sjukdom och Världshälsoorganisationen deklarerade sjukdomen som ett internationellt hot mot människors hälsa (PHEIC). Utbrottet var framför allt av "klad IIb", och spreds i västvärlden främst genom sexuella kontakter. Ett år senare, maj 2023, hävdes det utlysta hälsonödläget av WHO. Under detta utbrott hittades omkring 300 fall av mpox i Sverige.
Ett nytt utbrott i Demokratiska republiken Kongo med omnejd spreds 2024, denna gång med varianten "klad I" som bedöms som mer smittsam och mer dödlig. Det första fallet utanför Afrika diagnostiserades i Sverige i augusti 2024. Det rapporterades sedan fall runtom i Europa, Sydostasien och Nordamerika. De flesta fallen har kunnat kopplas till områden i Afrika där mpox av typen klad 1b sprids. I november 2024 utlyste WHO återigen nödläget PHEIC på grund av mpox.

## Namnet
Mpox kallades fram till år 2022 för apkoppor, monkeypox på engelska. Efter en rad möten med internationella experter beslutade Världshälsoorganisationen att byta namn till mpox, då det gamla namnet kunde ses som ett diskriminerande och stigmatiserande namn. Bokstaven M i mpox kommer alltså från ordet Monkey.

## Viruset
Apkoppsviruset MPXV tillhör gruppen ortopoxvirus, och består av inkapslat dubbelsträngat DNA. Det är bland annat besläktat med smittkoppor och kokoppor. Alla ortopoxvirus kan ge hudblåsor hos människor, men till skillnad från de andra medlemmarna i ortopox-släktet ger appkoppsviruset upphov till blodfyllda blåsor.

### Morfologi
Mpox är ett stort DNA-virus med DNA:t inkapslat i en hantelformad proteinstruktur. Det har en oval, något rektangulär, viruskropp. Virusets storlek varierar och kan vara mellan 220 och 450 nm långt med en diameter mellan 140 och 260 nm.
Genom laboratorieundersökningar går det att urskilja mpox som annars har en identisk morfologi med de virus som ingår i släktet ortopoxvirus. 

### Livscykel
Inne i värdorganismen sker virusets replikation i cellernas cytoplasma. Virusets proteiner binder till glykosaminoglykaner på värdcellens yta, så att viruset genom denna bindning kan ta sig in i cellen genom endocytos. Vid endocytosen fuserar viruset med plasmamembranet, det yttre membranet bryts ned av enzymer, och den virala kapsiden med virusets arvsmassa hamnar i värdcellens cytoplasma.
Virusets förökning sker i "virusfabriker" i cytoplasman, där det först produceras en sfärisk och omogen viruspartikel som sedan snabbt mognar till ett intracellulärt moget virus (IMV). Denna tar sig sedan ut ur cellen genom att dess cellmembran bryts ned, cellen lyserar och dör. IMV-virus kan också skaffa sig ett andra membran från trans-Golgi och som ett s.k. EEV-virus (External Enveloped Virion) frigöra sig från cellen genom exocytos.
För att lyckas med replikationen måste ett ortopoxvirus förhindra cellens aktivering av egen programmerad celldöd, apoptos, som annars sker vid virala infektioner. Viruset gör detta genom att på olika sätt motverka cellens mekanismer för att uppnå apoptos. Det använder olika proteiner undvika immunförsvaret.

## Smittspridning

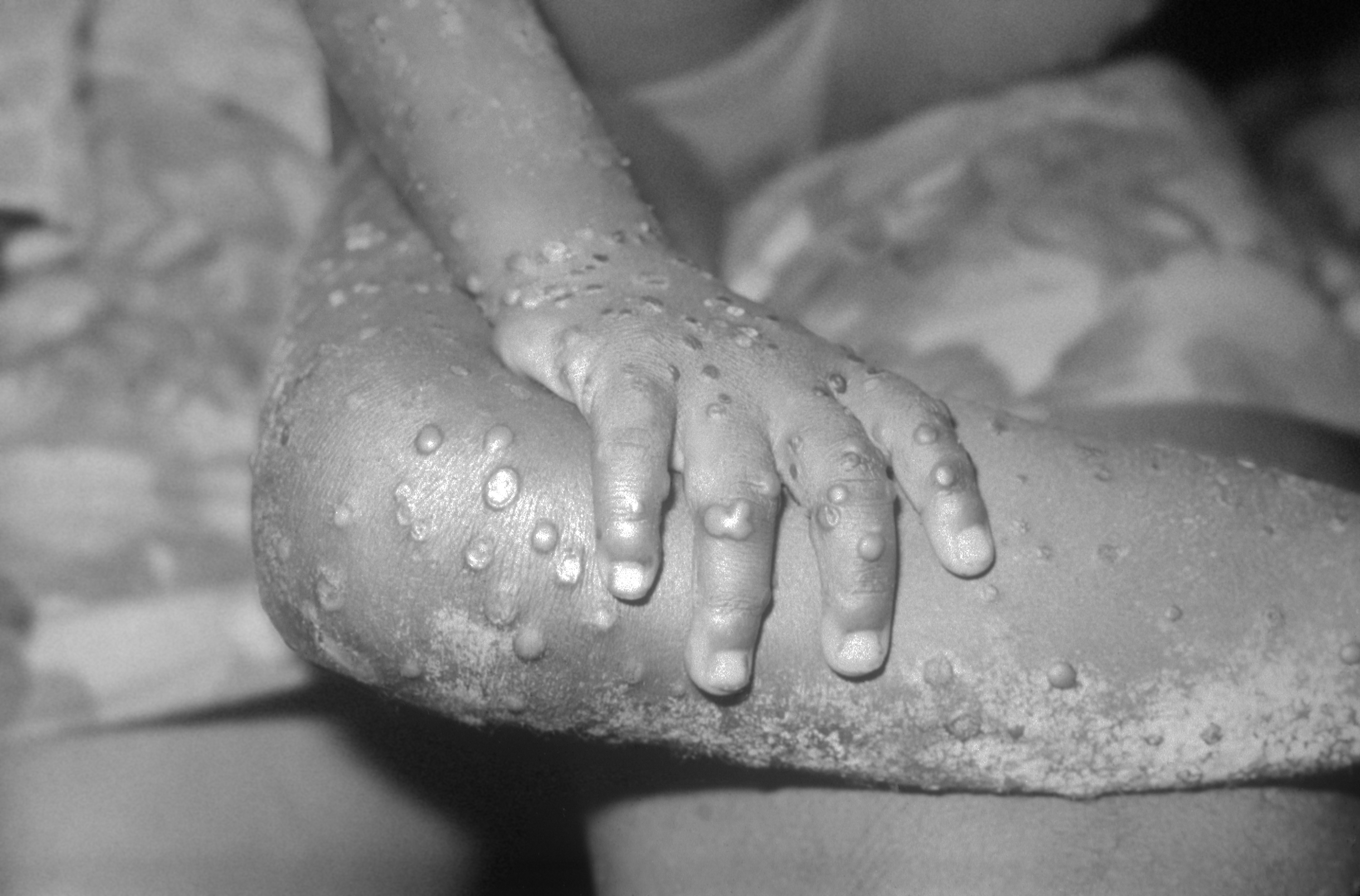
Hudutslag orsakat av mpox.

Mpox tillhör Ortopoxvirus, som kan infektera ett stort antal däggdjursarter. Ortopoxvirus sprids mellan organismer via saliv/respiratorisk utsöndring, sårvätska eller avföring. Mellan människor smittar mpox framförallt vid nära fysisk kontakt.

### Mellan djur
Antikroppar mot viruset har upptäckts hos flera mindre däggdjur, men viruset har bara isolerats från djur ett fåtal gånger; en gång från en en ryggstrimmig trädekorre och en gång från en apa av arten Cercocebus atys. Det är fortfarande inte känt vilka arter som är virusets primära reservoarer.

### Från djur till människa
Virusinfektionen av klad II anses spridas främst i kontakt med levande eller döda djur. I västra och centrala Afrika kan jakt bidra till infektionsspridningen. De senaste årens ökningar av utbrott kan också bero på att människor och djur kommit närmare varandra på grund av demografiska förändringar, skogsskövling, klimatförändringar och människoförflyttningar. Yttre faktorer kan leda till att människor söker föda bland alternativa proteinkällor, t.ex. gnagare och apor.

### Mellan människor
Smitta mellan människor sprids framför allt vid nära fysisk kontakt. En person med blåsor är särskilt smittsam, men även infekterade personer med tidigare stadium av sjukdomen kan smitta via till exempel saliv och sädesvätska. Det globala utbrottet 2022 av klad II spreds framför allt bland homosexuella män.
Mänskliga virusinfektioner var initialt kopplade till kontakt med djur, och spridning från människa till människa har setts som ovanliga, förutom i nära regelbundna relationer. Smittspridning från människa till människa sker dock lättare med virus av klad I, och det utbrott av klad I som började 2024 har framför allt spridits mellan smittade människor.
Versionen klad I kan i vissa fall också spridas genom inandning av små vätskedroppar från en smittads utandningsluft. Även indirekt överföring av viruset har visats, såsom via sängkläder, handdukar och sexleksaker. Viruset kan också spridas från mor till barn i samband med förlossningen.

## Symtom och behandling

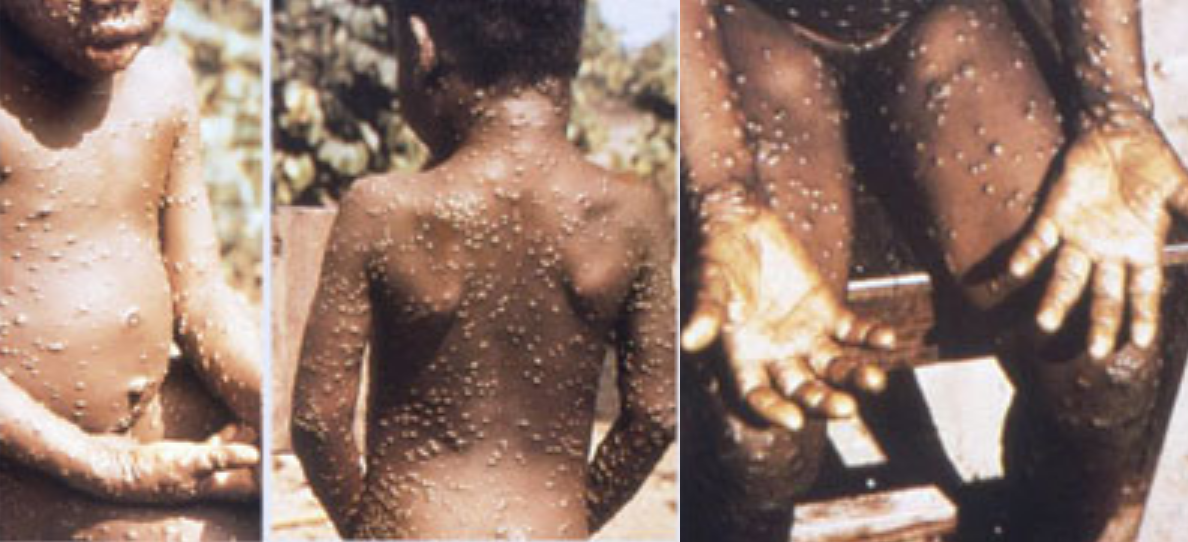
Hudblåsor orsakade av mpox.

Sjukdomens symtom påminner om smittkoppor men är vanligen mildare. Inkubationstiden är i regel mellan 6 och 16 dagar. Sjukdomens första fas karakteriseras av feber, huvudvärk, ryggsmärta, muskelsmärta, orkeslöshet och förstorade lymfkörtlar; det sistnämnda är en av skillnaderna mellan mpox och smittkoppor. Andra fasen inträder cirka 1-3 dagar efter att febern har inträtt och karakteriseras av hudutslag, vanligtvis först på den plats där viruset kommit in i kroppen och sedan även på resten av kroppen. Utslagen genomgår ett antal olika stadier innan de slutligen torkar in och försvinner. Sjukdomen varar mellan 2 och 4 veckor innan symptomen helt har klingat av. Ärrbildning kan förekomma. Vid sexuellt överförd smitta kan ytterligare symtom uppkomma, såsom diarré och blåsor eller smärta runt könsorgan och analöppning.
Komplikationer av sjukdomen kan uppstå om man till exempel har nedsatt immunförsvar, eller om utslagen blir infekterade.
I centrala Afrika, där sjukdomen har varit vanligast, är det cirka 1 av 10 personer som dör av sjukdomen. Inom ramen av det utbrott som började 2022 har dödligheten utanför Afrika varit mycket låg.

### Prevention
Det finns vaccin (Jynneos/Imvanex) som har effekt både mot smittkoppor och mot mpox. Två doser vaccin med minst 4 veckor mellan doserna ger cirka 80% skyddseffekt. Om man ändå skulle insjukna trots vaccination får man oftast lindrigare symtom. Folkhälsomyndigheten rekommenderar förebyggande vaccination till personer som har påtagligt hög risk att utsättas för mpox, till exempel om man har fysisk kontakt med personer från områden med pågående smitta.
Forskning pågår (2024) kring huruvida vaccinets skydd varierar mellan klad I och klad II.

### Diagnos och behandling
Mpox kan lätt förväxlas av andra hudåkommor, såsom mässlingen, vattkoppor eller herpes. Det främsta testet är att detektera mpox-virus via PCR.
Prognosen anses god då de allra flesta tillfrisknar utan sjukhusvård, även om sjukdomsförloppet kan vara smärtsamt. Barn och människor med nedsatt immunförsvar kan få allvarligare komplikationer. Behandling för att lindra symtomen, såsom smärtlindring och sårvård, kan ges så länge det behövs.
Antivirala läkemedel har ännu (2024) ingen bevisad effekt mot Mpox, men det har godkänts som akutbehandling i vissa drabbade områden. Vaccinering med smittkoppsvaccin har verkan även efter man blivit smittad, om den ges inom fyra dagar. Förebyggande vaccin ger dock bättre skydd.